# Código Tributario del Perú
El Código Tributario de Perú (o Código Tributario Peruano) corresponde a una serie de directrices que el Estado establece en el su sistema tributario contemporáneo, por medio de la SUNAT. Fue promulgado en el primer gobierno de Belaúnde Terry por la Ley 16043 (1966), para la creación de la entonces Superintendencia de Contribuciones que estableció el requisito de una libreta para contabilizar cuentas.  Se realizaron algunas revisiones: en 1992 por la Ley 25859, en 1994 por Decreto Legislativo N° 773 y en 1996 por Decreto Legislativo N° 816 con su respectivo texto único ordenado en 1999 y posteriores.
A diferencia de su precursora Ley 9639 de 1942, este unifica la normativa en lugar de ordenarla en simples códigos con la ayuda de la Comisión Revisora de la Legislación Tributaria de esa época.

## Estructura

### Libros
En el código de 1996 (actualizado a 2021) detalla su aplicación en 196 artículos divididos en cuatro libros:
1. Obligación tributaria: Por norma jurídica, se exige el pago obligatorio de toda empresa como contribuyente según señala uno de sus artículos de este libro. De no cumplirse en un plazo específico se aplica otras medidas como los intereses o la cobranza coactiva, salvo que alguna ley especial lo extinga esta obligación.[6]
2. Administración tributaria
3. Procedimientos tributarios
4. Infracciones, sanciones y delitos

### Normas del título preliminar
En el código de 1996 (actualizado a 2021) señala varias disposiciones en su título preliminar de su funcionamiento en el país, entre ellas:
- Norma II: Comprenden sus tipos en impuestos, contribuciones y tasas.
- Norma III: Determinan las fuentes legales a las disposiciones constitucionales, tratados internaciones, leyes tributarias, decretos supremos, las resoluciones emitidas por la Administración Tributaria, entre otros.
- Norma IV: Determina el principio de la legalidad, solo la ley puede añadir, cambiar o eliminar los tributos.
- Norma: VII: Establece la exoneración de impuestos. Aprobado por DS 135-99-EF y modificado en los DL 953 y 977, este último se trató de su eliminación que fue declarado inconstitucional en 2009.[7]
- Norma VIII: Estable la interpretación a la autoridad reguladora de los tributos, y su tratamiento ante fraudes. Fue introducido por DL 816 para señalar la atención de la SUNAT ante actos, situaciones y relaciones económicas, realicen, persigan o establezcan a los deudores tributarios pero se modificó en la Ley 26663.[8][9]
- Norma XV: Se establece la UIT, siglas de la unidad impositiva tributaria recurrido para el pago de impuestos y multas a favor del Estado. Fue anunciado en 1992 como Unidad de Referencia Tributaria. En su resolución anual se actualiza su valor actual.[4][10]
- Norma XVI: Con similitud a la VIII, se toma acciones a los evasores de impuestos. Introducida en el DL 1121.[11]

## Valor UIT
Fuentes: